# Олевипоэг
О́левипоэг (эст. Olevipoeg), в русском переводе О́лев-сын и О́лев — персонаж эстонского народного эпоса «Калевипоэг», градостроитель и друг Калевипоэга. Строитель Таллина. Перед своей смертью Калевипоэг назначает его правителем земли эстов. Олевипоэг упоминается в пятнадцатой, шестнадцатой, семнадцатой и двадцатой песнях эпоса.

## Песнь пятнадцатая
Бесы преследуют Калевипоэга * Олев-зодчий * Судьба девушек, освобождённых витязем
Победив Рогатого, Калевипоэг идёт домой, неся на плечах доски, мешки с золотом и трёх девушек, спасённых им из неволи. По пути он избавляется от преследующих его бесов. Когда он входит в ворота родного дома, ему навстречу выходит незнакомый человек. Это — Олевипоэг. Гость снимает шапку и интересуется, где Калевипоэг купил столько досок, а затем говорит ему:
Я б из них построил башни,
Крепостей возвёл без счёта
Укрепился б я на суше,
От войны отгородился.
Калевипоэг отвечает, что доски он не продаст, потому как башни строятся из стали, а крепости строятся из камня.
Гость в ответ ему промолвил:
— Ты послушай, милый братец,
Коль добра продать не хочешь,
Об ином уговоримся!
Мастер я — градостроитель,
Возводитель укреплений,
Прочных башен созидатель.
Долго я ходил по свету,
В трёх я княжествах скитался,
В четырёх лугах девичьих,
На пяти полях безвестных.
Завели они беседу, подружились и уговорились никогда не ссориться.
Олев-сын, строитель мудрый,
Слово дал — построить город,
Возвести его красиво,
Чтоб незыблемо стоял он
Крепостью несокрушимой.
Калевипоэг даёт Олевипоэгу слово приносить камни, свежий тёс из леса и брёвна, и сверх того — заплатить за труд талерами, пеннингами и серебром.
Стал поститься мудрый Олев,
Приносил он жертвы Уку,
Три зари стоял над камне —
Три зари и три заката,
Не вкусив ни крошки хлеба,
На разумную работу
Добрых духов созывая.
И начинает Олевипоэг строительство «города счастья».
Данное Олевипоэгу слово Калевипоэг выполняет. Он валит дубы для стройки даже за Чудским озером, носит скалы с берега моря, валуны с лугов и плиты из каменоломен. Девушек, освобождённых из адова плена, он передаёт «под покров и защиту» своему другу Алевипоэгу. Алевипоэг выбирает себе в жёны младшую сестру; Сулевипоэг — второй его друг и близкий родич, выбирает старшую сестру. Остаётся непросватанной только третья девушка — средняя из трёх сестёр. Услышав рассказы замужних сестёр, как им хорошо живётся с мужьями, она горько сетует и плачет.
Но когда ещё Калевипоэг нёс девушек на своих плечах домой, заприметил их волшебник Туслар — заклинатель ветра, и очень приглянулись ему все три девушки. Видел он, как они резвятся в лугах, как забавляются на качелях, как «росой цветочной лица розовые моют», ходил за ними тайно по пятам. И, после того, как две сестрицы вышли замуж, похищает он третью сестру, что сиротой осталась и тоскует. Пленную девушку запирает в своём жилище на замок и начинает «улещать медовым словом, донимать мольбой любовной». Другие две сестры рассказывают в слезах о случившемся своим мужьям, и те, разведав, где живёт Туслар, созвав друзей, скачут на лошадях спасать похищенную девушку. Но Туслар выкрикивает волшебное слово — и вокруг его избы образуется бурлящее озеро. Один же из свояков, Алев, как раз прихватил с собой волшебный ивовый прутик, который его жена забрала из дома Рогатого. Он взмахивает прутиком, произносит своё желание, — и в то же мгновение через озеро ложится мост длиной семь вёрст. Пройдя по мосту, Алевипоэг и Сулевипоэг спасают девушку, убивают Туслара, а дом его поджигают, и тот обращается в пепел.
Олев-сын, строитель мудрый,
Услыхав о том, как братья
Девушку спасли из плена,
С той тетёрочкой сдружился,
Сам спасённую просватал.

## Песнь шестнадцатая
Постройка корабля и отплытие * Путешествие на край света * Лапландия и Варрак
Калевипоэг решает совершить путешествие на край света и окликает Олевипоэга:
— Ты возьми-ка, братец Олев,
Мудрый наш градостроитель,
Ты возьми топор свой в руки
И сруби мне дуб высокий,
Дуб могучий придорожный...
Просит Калевипоэг Олевипоэга построить ему из дуба корабль. Но приходят старцы из земли Суоми и советуют ему строить корабль из металла. Тогда Калевипоэг повелевает построить корабль из серебра, а после завершения строительства даёт ему имя «Леннук» («Летучий») и с командой верных мореходов, среди которых есть Алевипоэг и Сулевипоэг, плывёт на крайний север. Случается с ними много приключений, и, наконец, возвращается усталая дружина домой:
Вот и Лалли завиднелся,
Распахнулась бухта Линды,
Где дома построил Олев,
Башни гордые воздвигнул.

## Песнь семнадцатая
Калевипоэг в походе * Битва с чужеземцами в Ассамалле * Происшествие у адского котла * Танец дочерей Муру
В стране эстов расцветает «золотое время счастья». Проходит семь мирных лет и зим. Олевипоэг продолжает строительство города Линданиса:
Городов строитель Олев
Ставил крепкие твердыни,
Окружал их стены рвами,
А над каменной могилой,
Где почиет старый Калев,
Он воздвиг прекрасный город
Калеву — отцу народа,
Линде матери — во славу.
Но приходят гонцы с вестями, что по морю приплыли враги. Калевипоэг собирает воинов и скачет на коне к Виру. По дороге туда, на широком поле в Ассамалле, встречают они часть недругов:
Сулев ринулся на битву.
Алев-сын на вражью силу
С одного ударил края,
Олев-сын — с другого края,
Богатырь Калевипоэг... 
Врезался в средину боя...
В страшном бою поле покрывается холмами трупов. Дружина Калевипоэга одерживает победу и делит между собой добычу: золото, серебро и медь.

## Песнь двадцатая
Сборы в поход * Битва * Послы железных людей * Кончина Калевипоэга * У ворот преисподней
Калепипоэгу, пировавшему дома после очередной победы над Рогатым, гонцы приносят вести о том, что на окраинах опять бушует война, «множество людей железных, воинство отродий ада» вышло убивать и грабить. Повелевает Калепипоэг собрать на бой самых отважных, самых сильных юношей и мужей, трубит в рог, созывая свои дружины в дорогу. Вместе с Калевипоэгом идут на войну и три его друга — Алевипоэг, Сулевипоэг и Олевипоэг. В страшной битве погибает много железных врагов и много воинов Калевипоэга. Похоронив убитых друзей, два дня отдыхают дружины Калевипоэга. На третий день они опять выдвигаются в далёкий поход:
К берегам реки священной
Вышли к Выханду дружины.
Натаскав камней огромных,
Калев стал носить деревья,
Толстые дубы и сосны
Выворачивать с корнями.
Олев-сын поставил сваи,
Мост бревенчатый построил,
Будто плот на волны лёгший.
Лазутчики приносят вести, что восточную границу перешли поляки. Опять начинается битва, и тела тысяч убитых поляков покрывают поле боя «на три локтя высотою». На рассвете следующего дня воины Калевипоэга встречают татар. Снова Калевипоэг берётся за свой тяжёлый меч, и снова тысячи чужеземцев укладывает «спать навеки». Семь дней и ночей без перерыва длится битва, и в ней погибает Сулевипоэг. Оплакав гибель Сулевипоэга, его пепел в кувшине люди закладывают валунами. Хоронят они и других погибших соратников. На рассвете следующего дня остатки войска Калевипоэга снова вступают в бой с татарами:
Трое сильных побратимов:
Олев, Алев и сын-Калев —
Словно глыбы скал, бесстрашно,
Три щита сомкнув стеною,
Выстояли в лютой битве
Вплоть до наступленья ночи.
Усталые воины в тьме ночной идут искать ручей, чтобы освежить пересохшие гортани. Алев падает с крутого берега в глубокий омут и камнем идёт на дно. Олевипоэг и Калевипоэг хоронят его на высоком берегу и воздвигают ему там холм. Бедствия войны тяжкой скорбью омрачили сердце Калевипоэга, он тоскует по погибшим друзьям, а затем предлагает Олевипоэгу сесть вместо него на княжеское кресло. Дав Олевипоэгу множество напутствий, Калевипоэг уходит «в бурелом глухой чащобы».